# Lista amerykańskich senatorów ze stanu Georgia
Lista amerykańskich senatorów ze stanu Georgia – senatorzy wybrani ze stanu Georgia.
Stan Georgia ratyfikował Konstytucję 2 stycznia 1788 roku. Jest reprezentowany w Senacie od początku istnienia tej izby. Posiada prawo do mandatów senatorskich 2. i 3. klasy. Do 8 kwietnia 1913 roku (ratyfikowania 17. poprawki do Konstytucji) senatorowie byli wybierani przez stanowy parlament. Od tego czasu wybierani są w wyborach powszechnych.

## 2. klasa
| Lp.   | Imię i nazwisko           | Imię i nazwisko | Od                | Do                | Partia                                             | Kadencja | Uwagi |
| ----- | ------------------------- | --------------- | ----------------- | ----------------- | -------------------------------------------------- | --- | --- |
| 1     | William Few               |                 | 4 marca 1789      | 4 marca 1793      |                                                    | 1 | Wybrany w 1789 Przegrał wybory w 1793 |
| 2     | James Jackson             |                 | 4 marca 1793      | 16 listopada 1795 | Partia Demokratyczno-Republikańska                 | 2 | Wybrany w 1793 Zrezygnował w trakcie trwania kadencji w 1795                                                                                                |
| 3     | George Walton             |                 | 16 listopada 1795 | 20 lutego 1796    | Partia Federalistyczna                             | 2 | Mianowany do kontynuowania kadencji w 1795 Zrezygnował po wyborze następcy                                                                                  |
| 4     | Josiah Tattnall           |                 | 20 lutego 1796    | 4 marca 1799      | Partia Demokratyczno-Republikańska                 | 2 | Wybrany do dokończenia kadencji w wyborach specjalnych w 1796                                                                                               |
| 5     | Abraham Baldwin           |                 | 4 marca 1799      | 4 marca 1807      | Partia Demokratyczno-Republikańska                 | 3 | Wybrany w 1799 |
| 5     | Abraham Baldwin           | 4               | 4 marca 1799      | 4 marca 1807      | Partia Demokratyczno-Republikańska                 | Reelekcja w 1804 Zmarł w trakcie sprawowania urzędu w 1807                                                                           | |
| Wakat | Wakat                     | Wakat           | 4 marca 1807      | 27 sierpnia 1807  |                                                    | 4 | |
| 6     | George Jones              |                 | 27 sierpnia 1807  | 7 listopada 1807  | Partia Demokratyczno-Republikańska                 | 4 | Mianowany do kontynuowania kadencji w 1807 Zrezygnował po wyborze następcy                                                                                  |
| 7     | William H. Crawford       |                 | 7 listopada 1807  | 23 marca 1813     | Partia Demokratyczno-Republikańska                 | 4 | Wybrany do dokończenia kadencji w wyborach specjalnych w 1807                                                                                               |
| 7     | William H. Crawford       | 5               | 7 listopada 1807  | 23 marca 1813     | Partia Demokratyczno-Republikańska                 | Wybrany na pełną, 6-letnią kadencję w 1810 lub 1811 Zrezygnował w trakcie trwania kadencji, by objąć urząd ambasadora USA we Francji | |
| Wakat | Wakat                     | Wakat           | 23 marca 1813     | 8 kwietnia 1813   |                                                    | 5 | |
| 8     | William Bellinger Bulloch |                 | 8 kwietnia 1813   | 6 listopada 1813  | Partia Demokratyczno-Republikańska                 | 5 | Mianowany do kontynuowania kadencji w 1813 Zrezygnował po wyborze następcy                                                                                  |
| 9     | William Wyatt Bibb        |                 | 6 listopada 1813  | 9 listopada 1816  | Partia Demokratyczno-Republikańska                 | 5 | Wybrany do dokończenia kadencji w wyborach specjalnych w 1813 Zrezygnował w trakcie trwania kadencji w 1816                                                 |
| Wakat | Wakat                     | Wakat           | 9 listopada 1816  | 13 listopada 1816 |                                                    | 5 | |
| 10    | George Troup              |                 | 13 listopada 1816 | 23 września 1818  | Partia Demokratyczno-Republikańska                 | 5 | Wybrany do dokończenia kadencji w wyborach specjalnych w 1816                                                                                               |
| 10    | George Troup              | 6               | 13 listopada 1816 | 23 września 1818  | Partia Demokratyczno-Republikańska                 | Wybrany na pełną, 6-letnią kadencję w 1816 Zrezygnował w trakcie trwania kadencji w 1818                                             | |
| Wakat | Wakat                     | Wakat           | 23 września 1818  | 23 listopada 1818 |                                                    | 6 | |
| 11    | John Forsyth              |                 | 23 listopada 1818 | 17 lutego 1819    | Partia Demokratyczno-Republikańska                 | 6 | Wybrany do dokończenia kadencji w wyborach specjalnych w 1818 Zrezygnował w trakcie trwania kadencji, by objąć urząd ambasadora USA w Hiszpanii             |
| Wakat | Wakat                     | Wakat           | 17 lutego 1819    | 6 listopada 1819  |                                                    | 6 | |
| 12    | Freeman Walker            |                 | 6 listopada 1819  | 6 sierpnia 1821   | Partia Demokratyczno-Republikańska                 | 6 | Wybrany do dokończenia kadencji w wyborach specjalnych w 1819 Zrezygnował w trakcie trwania kadencji w 1821                                                 |
| Wakat | Wakat                     | Wakat           | 6 sierpnia 1821   | 10 listopada 1821 |                                                    | 6 | |
| 13    | Nicholas Ware             |                 | 10 listopada 1821 | 7 września 1824   | Partia Demokratyczno-Republikańska                 | 6 | Wybrany do dokończenia kadencji w wyborach specjalnych w 1821                                                                                               |
| 13    | Nicholas Ware             | 7               | 10 listopada 1821 | 7 września 1824   | Partia Demokratyczno-Republikańska                 | Wybrany na pełną, 6-letnią kadencję w 1823 Zmarł w trakcie sprawowania urzędu w 1824                                                 | |
| Wakat | Wakat                     | Wakat           | 7 września 1824   | 6 grudnia 1824    |                                                    | 7 | |
| 14    | Thomas W. Cobb            |                 | 6 grudnia 1824    | 7 listopada 1828  | Jacksonian Party (późniejsza Partia Demokratyczna) | 7 | Wybrany do dokończenia kadencji w wyborach specjalnych w 1824 Zrezygnował w trakcie trwania kadencji w 1828                                                 |
| 15    | Oliver H. Prince          |                 | 7 listopada 1828  | 4 marca 1829      | Jacksonian Party (późniejsza Partia Demokratyczna) | 7 | Wybrany do dokończenia kadencji w wyborach specjalnych w 1828                                                                                               |
| 16    | George Troup              |                 | 4 marca 1829      | 8 listopada 1833  | Partia Demokratyczna                               | 8 | Wybrany w 1828 lub 1829 Zrezygnował w trakcie trwania kadencji w 1833                                                                                       |
| Wakat | Wakat                     | Wakat           | 8 listopada 1833  | 21 listopada 1833 |                                                    | 8 | |
| 17    | John Pendleton King       |                 | 21 listopada 1833 | 1 listopada 1837  | Partia Demokratyczna                               | 8 | Wybrany do dokończenia kadencji w wyborach specjalnych w 1833                                                                                               |
| 17    | John Pendleton King       | 9               | 21 listopada 1833 | 1 listopada 1837  | Partia Demokratyczna                               | Wybrany na pełną, 6-letnią kadencję w 1834 Zrezygnował w trakcie trwania kadencji w 1837                                             | |
| Wakat | Wakat                     | Wakat           | 1 listopada 1837  | 22 listopada 1837 |                                                    | 9 | |
| 18    | Wilson Lumpkin            |                 | 22 listopada 1837 | 4 marca 1841      | Partia Demokratyczna                               | 9 | Wybrany do dokończenia kadencji w wyborach specjalnych w 1837                                                                                               |
| 19    | John M. Berrien           |                 | 4 marca 1841      | maj 1845          | Partia Wigów                                       | 10 | Wybrany w 1840 Zrezygnował w trakcie trwania kadencji w 1845                                                                                                |
| Wakat | Wakat                     | Wakat           | maj 1845          | 13 listopada 1845 |                                                    | 10 | |
| 19    | John M. Berrien           |                 | 13 listopada 1845 | 28 maja 1852      | Partia Wigów                                       | 10 | Wybrany do dokończenia własnej kadencji w wyborach specjalnych w 1845                                                                                       |
| 19    | John M. Berrien           | 11              | 13 listopada 1845 | 28 maja 1852      | Partia Wigów                                       | Wybrany na pełną, 6-letnią kadencję w 1846 Zrezygnował w trakcie trwania kadencji w 1852                                             | |
| Wakat | Wakat                     | Wakat           | 28 maja 1852      | 31 maja 1852      |                                                    | 11 | |
| 20    | Robert M. Charlton        |                 | 31 maja 1852      | 4 marca 1853      | Partia Demokratyczna                               | 11 | Mianowany do dokończenia kadencji w 1852 |
| 21    | Robert Toombs             |                 | 4 marca 1853      | 4 lutego 1861     | Partia Demokratyczna                               | 12 | Wybrany w 1852 |
| 21    | Robert Toombs             | 13              | 4 marca 1853      | 4 lutego 1861     | Partia Demokratyczna                               | Reelekcja w 1858 Przestał być członkiem Senatu na skutek secesji Georgii                                                             | |
| Wakat | Wakat                     | Wakat           | 4 lutego 1861     | 24 lutego 1871    |                                                    | 13 | Wojna secesyjna i Rekonstrukcja |
| Wakat | Wakat                     | Wakat           | 4 lutego 1861     | 24 lutego 1871    | 14                                                 | | Wojna secesyjna i Rekonstrukcja |
| 22    | Homer V. M. Miller        |                 | 24 lutego 1871    | 4 marca 1871      | Partia Demokratyczna                               | 14 | Wybrany do dokończenia kadencji w 1871 |
| Wakat | Wakat                     | Wakat           | 4 marca 1871      | 14 listopada 1871 |                                                    | 15 | Wybrany senator nie został zaakceptowany przez Senat |
| 23    | Thomas M. Norwood         |                 | 14 listopada 1871 | 4 marca 1877      | Partia Demokratyczna                               | 15 | Wybrany do dokończenia kadencji w 1871 Przegrał wybory w 1877                                                                                               |
| 24    | Benjamin Harvey Hill      |                 | 4 marca 1877      | 16 sierpnia 1882  | Partia Demokratyczna                               | 16 | Wybrany w 1877 Zmarł w trakcie sprawowania urzędu w 1882 |
| Wakat | Wakat                     | Wakat           | 16 sierpnia 1882  | 15 listopada 1882 |                                                    | 16 | |
| 25    | Middleton P. Barrow       |                 | 15 listopada 1882 | 4 marca 1883      | Partia Demokratyczna                               | 16 | Wybrany do dokończenia kadencji w wyborach specjalnych w 1882 Nie starał się o wybór na pełną, 6-letnią kadencję w 1883                                     |
| 26    | Alfred H. Colquitt        |                 | 4 marca 1883      | 26 marca 1894     | Partia Demokratyczna                               | 17 | Wybrany w 1883 |
| 26    | Alfred H. Colquitt        | 18              | 4 marca 1883      | 26 marca 1894     | Partia Demokratyczna                               | Reelekcja w 1888 Zmarł w trakcie sprawowania urzędu w 1894                                                                           | |
| Wakat | Wakat                     | Wakat           | 26 marca 1894     | 2 kwietnia 1894   |                                                    | 18 | |
| 27    | Patrick Walsh             |                 | 2 kwietnia 1894   | 4 marca 1895      | Partia Demokratyczna                               | 18 | Mianowany do kontynuowania kadencji w 1894 Wybrany do dokończenia kadencji w wyborach specjalnych w 1894 Przegrał wybory na pełną, 6-letnią kadencję w 1894 |
| 28    | Augustus Octavius Bacon   |                 | 4 marca 1895      | 14 lutego 1914    | Partia Demokratyczna                               | 19 | Wybrany w 1894 |
| 28    | Augustus Octavius Bacon   | 20              | 4 marca 1895      | 14 lutego 1914    | Partia Demokratyczna                               | Reelekcja w 1900 | |
| 28    | Augustus Octavius Bacon   | 21              | 4 marca 1895      | 14 lutego 1914    | Partia Demokratyczna                               | Mianowany do rozpoczęcia kadencji w 1907 Reelekcja z opóźnieniem w 1907                                                              | |
| 28    | Augustus Octavius Bacon   | 22              | 4 marca 1895      | 14 lutego 1914    | Partia Demokratyczna                               | Mianowany do rozpoczęcia kadencji w 1913 Reelekcja z opóźnieniem w 1913 Zmarł w trakcie sprawowania urzędu w 1914                    | |
| Wakat | Wakat                     | Wakat           | 14 lutego 1914    | 2 marca 1914      |                                                    | 22 | |
| 29    | William S. West           |                 | 2 marca 1914      | 4 listopada 1914  | Partia Demokratyczna                               | 22 | Mianowany do kontynuowania kadencji w 1914 Zrezygnował po wyborze następcy                                                                                  |
| 30    | Thomas W. Hardwick        |                 | 4 listopada 1914  | 4 marca 1919      | Partia Demokratyczna                               | 22 | Wybrany do dokończenia kadencji w wyborach specjalnych w 1914 Przegrał prawybory w 1918                                                                     |
| 31    | William J. Harris         |                 | 4 marca 1919      | 18 kwietnia 1932  | Partia Demokratyczna                               | 23 | Wybrany w 1918 |
| 31    | William J. Harris         | 24              | 4 marca 1919      | 18 kwietnia 1932  | Partia Demokratyczna                               | Reelekcja w 1924 | |
| 31    | William J. Harris         | 25              | 4 marca 1919      | 18 kwietnia 1932  | Partia Demokratyczna                               | Reelekcja w 1930 Zmarł w trakcie sprawowania urzędu w 1932                                                                           | |
| Wakat | Wakat                     | Wakat           | 18 kwietnia 1932  | 25 kwietnia 1932  |                                                    | 25 | |
| 32    | John S. Cohen             |                 | 25 kwietnia 1932  | 12 stycznia 1933  | Partia Demokratyczna                               | 25 | Mianowany do kontynuowania kadencji w 1932 Zrezygnował po wyborze następcy                                                                                  |
| 33    | Richard Russell Jr.       |                 | 12 stycznia 1933  | 21 stycznia 1971  | Partia Demokratyczna                               | 25 | Wybrany do dokończenia kadencji w wyborach specjalnych w 1932 lub 1933                                                                                      |
| 33    | Richard Russell Jr.       | 26              | 12 stycznia 1933  | 21 stycznia 1971  | Partia Demokratyczna                               | Wybrany na pełną, 6-letnią kadencję w 1936                                                                                           | |
| 33    | Richard Russell Jr.       | 27              | 12 stycznia 1933  | 21 stycznia 1971  | Partia Demokratyczna                               | Reelekcja w 1942 | |
| 33    | Richard Russell Jr.       | 28              | 12 stycznia 1933  | 21 stycznia 1971  | Partia Demokratyczna                               | Reelekcja w 1948 | |
| 33    | Richard Russell Jr.       | 29              | 12 stycznia 1933  | 21 stycznia 1971  | Partia Demokratyczna                               | Reelekcja w 1954 | |
| 33    | Richard Russell Jr.       | 30              | 12 stycznia 1933  | 21 stycznia 1971  | Partia Demokratyczna                               | Reelekcja w 1960 | |
| 33    | Richard Russell Jr.       | 31              | 12 stycznia 1933  | 21 stycznia 1971  | Partia Demokratyczna                               | Reelekcja w 1966 Zmarł w trakcie sprawowania urzędu w 1971                                                                           | |
| Wakat | Wakat                     | Wakat           | 21 stycznia 1971  | 1 lutego 1971     |                                                    | 31 | |
| 34    | David H. Gambrell         |                 | 1 lutego 1971     | 8 listopada 1972  | Partia Demokratyczna                               | 31 | Mianowany do kontynuowania kadencji w 1971 Przegrał prawybory przed wyborami specjalnymi o dokończenie kadencji w 1972                                      |
| 35    | Sam Nunn                  |                 | 8 listopada 1972  | 3 stycznia 1997   | Partia Demokratyczna                               | 31 | Wybrany do dokończenia kadencji w wyborach specjalnych w 1972                                                                                               |
| 35    | Sam Nunn                  | 32              | 8 listopada 1972  | 3 stycznia 1997   | Partia Demokratyczna                               | Wybrany na pełną, 6-letnią kadencję w 1972                                                                                           | |
| 35    | Sam Nunn                  | 33              | 8 listopada 1972  | 3 stycznia 1997   | Partia Demokratyczna                               | Reelekcja w 1978 | |
| 35    | Sam Nunn                  | 34              | 8 listopada 1972  | 3 stycznia 1997   | Partia Demokratyczna                               | Reelekcja w 1984 | |
| 35    | Sam Nunn                  | 35              | 8 listopada 1972  | 3 stycznia 1997   | Partia Demokratyczna                               | Reelekcja w 1990 Nie starał się o reelekcję w 1996                                                                                   | |
| 36    | Max Cleland               |                 | 3 stycznia 1997   | 3 stycznia 2003   | Partia Demokratyczna                               | 36 | Wybrany w 1996 Przegrał wybory w 2002 |
| 37    | Saxby Chambliss           |                 | 3 stycznia 2003   | 3 stycznia 2015   | Partia Republikańska                               | 37 | Wybrany w 2002 |
| 37    | Saxby Chambliss           | 38              | 3 stycznia 2003   | 3 stycznia 2015   | Partia Republikańska                               | Reelekcja w 2008 Nie starał się o reelekcję w 2014                                                                                   | |
| 38    | David Perdue              |                 | 3 stycznia 2015   | 3 stycznia 2021   | Partia Republikańska                               | 39 | Wybrany w 2014 Kadencja upłynęła przed 2 turą wyborów do Senatu w 2021 roku Przegrał 2 turę wyborów w 2021                                                  |
| Wakat | Wakat                     | Wakat           | 3 stycznia 2021   | 20 stycznia 2021  |                                                    | 40 | |
| 39    | Jon Ossoff                |                 | 20 stycznia 2021  | nadal             | Partia Demokratyczna                               | 40 | Wybrany w 2 turze wyborów do Senatu w 2021 roku |

## 3. klasa
| Lp.   | Imię i nazwisko            | Imię i nazwisko | Od                                                                                    | Do                | Partia                                             | Kadencja | Uwagi |
| ----- | -------------------------- | --------------- | ------------------------------------------------------------------------------------- | ----------------- | -------------------------------------------------- | --- | --- |
| 1     | James Gunn                 |                 | 4 marca 1789                                                                          | 4 marca 1801      | Partia Federalistyczna                             | 1 | Wybrany w 1789 |
| 1     | James Gunn                 | 2               | 4 marca 1789                                                                          | 4 marca 1801      | Partia Federalistyczna                             | Reelekcja w 1794 Nie starał się o reelekcję w 1800                                                                              | |
| 2     | James Jackson              |                 | 4 marca 1801                                                                          | 19 marca 1806     | Partia Demokratyczno-Republikańska                 | 3 | Wybrany w 1800 Zmarł w trakcie sprawowania urzędu w 1806                                                                                   |
| Wakat | Wakat                      | Wakat           | 19 marca 1806                                                                         | 19 czerwca 1806   |                                                    | 3 | |
| 3     | John Milledge              |                 | 19 czerwca 1806                                                                       | 14 listopada 1809 | Partia Demokratyczno-Republikańska                 | 3 | Wybrany do dokończenia kadencji w wyborach specjalnych w 1806                                                                              |
| 3     | John Milledge              | 4               | 19 czerwca 1806                                                                       | 14 listopada 1809 | Partia Demokratyczno-Republikańska                 | Wybrany na pełną, 6-letnią kadencję w 1806 Zrezygnował w trakcie trwania kadencji w 1809                                        | |
| Wakat | Wakat                      | Wakat           | 14 listopada 1809                                                                     | 27 listopada 1809 |                                                    | 4 | |
| 4     | Charles Tait               |                 | 27 listopada 1809                                                                     | 4 marca 1819      | Partia Demokratyczno-Republikańska                 | 4 | Wybrany do dokończenia kadencji w wyborach specjalnych w 1809                                                                              |
| 4     | Charles Tait               | 5               | 27 listopada 1809                                                                     | 4 marca 1819      | Partia Demokratyczno-Republikańska                 | Wybrany na pełną, 6-letnią kadencję w 1813                                                                                      | |
| 5     | John Elliott               |                 | 4 marca 1819                                                                          | 4 marca 1825      | Partia Demokratyczno-Republikańska                 | 6 | Wybrany w 1818 |
| 6     | John M. Berrien            |                 | 4 marca 1825                                                                          | 9 marca 1829      | Jacksonian Party (późniejsza Partia Demokratyczna) | 7 | Wybrany w 1824 lub 1825 Zrezygnował w trakcie trwania kadencji, by objąć urząd prokuratora generalnego USA                                 |
| Wakat | Wakat                      | Wakat           | 9 marca 1829                                                                          | 9 listopada 1829  |                                                    | 7 | |
| 7     | John Forsyth               |                 | 9 listopada 1829                                                                      | 27 czerwca 1834   | Partia Demokratyczna                               | 7 | Wybrany do dokończenia kadencji w wyborach specjalnych w 1829                                                                              |
| 7     | John Forsyth               | 8               | 9 listopada 1829                                                                      | 27 czerwca 1834   | Partia Demokratyczna                               | Wybrany na pełną, 6-letnią kadencję w 1830 lub 1831 Zrezygnował w trakcie trwania kadencji, by objąć urząd sekretarza stanu USA | |
| Wakat | Wakat                      | Wakat           | 27 czerwca 1834                                                                       | 12 stycznia 1835  |                                                    | 8 | |
| 8     | Alfred Cuthbert            |                 | 12 stycznia 1835                                                                      | 4 marca 1843      | Partia Demokratyczna                               | 8 | Wybrany do dokończenia kadencji w wyborach specjalnych w 1835                                                                              |
| 8     | Alfred Cuthbert            | 9               | 12 stycznia 1835                                                                      | 4 marca 1843      | Partia Demokratyczna                               | Wybrany na pełną, 6-letnią kadencję w 1837 Nie starał się o reelekcję w 1843                                                    | |
| 9     | Walter T. Colquitt         |                 | 4 marca 1843                                                                          | 4 lutego 1848     | Partia Demokratyczna                               | 10 | Wybrany w 1843 Zrezygnował w trakcie trwania kadencji w 1848                                                                               |
| 10    | Herschel Vespasian Johnson |                 | 4 lutego 1848                                                                         | 4 marca 1849      | Partia Demokratyczna                               | 10 | Mianowany do dokończenia kadencji w 1848 Nie starał się o wybór na pełną, 6-letnią kadencję                                                |
| 11    | William Crosby Dawson      |                 | 4 marca 1849                                                                          | 4 marca 1855      | Partia Wigów                                       | 11 | Wybrany w 1847 |
| 12    | Alfred Iverson Sr.         |                 | 4 lutego 1855                                                                         | 28 stycznia 1861  | Partia Demokratyczna                               | 12 | Wybrany w 1855 lub 1856 Przestał być członkiem Senatu na skutek secesji Georgii                                                            |
| Wakat | Wakat                      | Wakat           | 28 stycznia 1861                                                                      | 1 lutego 1871     |                                                    | 12 | Wojna secesyjna i Rekonstrukcja |
| Wakat | Wakat                      | Wakat           | 28 stycznia 1861                                                                      | 1 lutego 1871     | 13                                                 | | Wojna secesyjna i Rekonstrukcja |
| Wakat | Wakat                      | Wakat           | 28 stycznia 1861                                                                      | 1 lutego 1871     | 14                                                 | | Wojna secesyjna i Rekonstrukcja |
| 13    | Joshua Hill                |                 | 1 lutego 1871                                                                         | 4 marca 1873      | Partia Republikańska                               | 14 | Wybrany do dokończenia kadencji w 1867 Nie starał się o reelekcję 1873                                                                     |
| 14    | John Brown Gordon          |                 | 4 marca 1873                                                                          | 26 maja 1880      | Partia Demokratyczna                               | 15 | Wybrany w 1873 |
| 14    | John Brown Gordon          | 16              | 4 marca 1873                                                                          | 26 maja 1880      | Partia Demokratyczna                               | Reelekcja w 1879 Zrezygnował w trakcie trwania kadencji w 1880                                                                  | |
| 15    | Joseph E. Brown            | 16              |                                                                                       | 26 maja 1880      | 4 marca 1891                                       | Partia Demokratyczna | Wybrany do dokończenia kadencji w wyborach specjalnych w 1880                                                                              |
| 15    | Joseph E. Brown            | 17              | Wybrany na pełną, 6-letnią kadencję w 1885 Nie starał się o reelekcję w 1890 lub 1891 | 26 maja 1880      | 4 marca 1891                                       | Partia Demokratyczna | |
| 16    | John Brown Gordon          |                 | 4 marca 1891                                                                          | 4 marca 1897      | Partia Demokratyczna                               | 18 | Wybrany w 1890 lub 1891 Nie starał się o reelekcję w 1896                                                                                  |
| 17    | Alexander S. Clay          |                 | 4 marca 1897                                                                          | 13 listopada 1910 | Partia Demokratyczna                               | 19 | Wybrany w 1896 |
| 17    | Alexander S. Clay          | 20              | 4 marca 1897                                                                          | 13 listopada 1910 | Partia Demokratyczna                               | Reelekcja w 1902 | |
| 17    | Alexander S. Clay          | 21              | 4 marca 1897                                                                          | 13 listopada 1910 | Partia Demokratyczna                               | Reelekcja w 1909 Zmarł w trakcie sprawowania urzędu w 1910                                                                      | |
| Wakat | Wakat                      | Wakat           | 13 listopada 1910                                                                     | 17 listopada 1910 |                                                    | 21 | |
| 18    | Joseph M. Terrell          |                 | 17 listopada 1910                                                                     | 14 lipca 1911     | Partia Demokratyczna                               | 21 | Mianowany do kontynuowania kadencji w 1910 Przegrał wybory specjalne o dokończenie kadencji w 1911                                         |
| 19    | M. Hoke Smith              |                 | 14 lipca 1911                                                                         | 4 marca 1921      | Partia Demokratyczna                               | 21 | Wybrany do dokończenia kadencji w wyborach specjalnych w 1911                                                                              |
| 19    | M. Hoke Smith              | 22              | 14 lipca 1911                                                                         | 4 marca 1921      | Partia Demokratyczna                               | Wybrany na pełną, 6-letnią kadencję w 1914 Przegrał prawybory w 1920                                                            | |
| 20    | Thomas E. Watson           |                 | 4 marca 1921                                                                          | 26 września 1922  | Partia Demokratyczna                               | 23 | Wybrany w 1920 Zmarł w trakcie sprawowania urzędu w 1922                                                                                   |
| Wakat | Wakat                      | Wakat           | 26 września 1922                                                                      | 21 listopada 1922 |                                                    | 23 | |
| 21    | Rebecca Latimer Felton     |                 | 21 listopada 1922                                                                     | 22 listopada 1922 | Partia Demokratyczna                               | 23 | Mianowana do kontynuowania kadencji w 1922 Zrezygnowała po wyborze następcy                                                                |
| 22    | Walter F. George           |                 | 22 listopada 1922                                                                     | 3 stycznia 1957   | Partia Demokratyczna                               | 23 | Wybrany do dokończenia kadencji w wyborach specjalnych w 1922                                                                              |
| 22    | Walter F. George           | 24              | 22 listopada 1922                                                                     | 3 stycznia 1957   | Partia Demokratyczna                               | Wybrany na pełną, 6-letnią kadencję w 1926                                                                                      | |
| 22    | Walter F. George           | 25              | 22 listopada 1922                                                                     | 3 stycznia 1957   | Partia Demokratyczna                               | Reelekcja w 1932 | |
| 22    | Walter F. George           | 26              | 22 listopada 1922                                                                     | 3 stycznia 1957   | Partia Demokratyczna                               | Reelekcja w 1938 | |
| 22    | Walter F. George           | 27              | 22 listopada 1922                                                                     | 3 stycznia 1957   | Partia Demokratyczna                               | Reelekcja w 1944 | |
| 22    | Walter F. George           | 28              | 22 listopada 1922                                                                     | 3 stycznia 1957   | Partia Demokratyczna                               | Reelekcja w 1950 Nie starał się o reelekcję w 1956                                                                              | |
| 23    | Herman Talmadge            |                 | 3 stycznia 1957                                                                       | 3 stycznia 1981   | Partia Demokratyczna                               | 29 | Wybrany w 1956 |
| 23    | Herman Talmadge            | 30              | 3 stycznia 1957                                                                       | 3 stycznia 1981   | Partia Demokratyczna                               | Reelekcja w 1962 | |
| 23    | Herman Talmadge            | 31              | 3 stycznia 1957                                                                       | 3 stycznia 1981   | Partia Demokratyczna                               | Reelekcja w 1968 | |
| 23    | Herman Talmadge            | 32              | 3 stycznia 1957                                                                       | 3 stycznia 1981   | Partia Demokratyczna                               | Reelekcja w 1974 Przegrał wybory w 1980                                                                                         | |
| 24    | Mack Mattingly             |                 | 3 stycznia 1981                                                                       | 3 stycznia 1987   | Partia Republikańska                               | 33 | Wybrany w 1980 Przegrał wybory w 1986 |
| 25    | Wyche Fowler               |                 | 3 stycznia 1887                                                                       | 3 stycznia 1993   | Partia Demokratyczna                               | 34 | Wybrany w 1986 Przegrał wybory w 1992 |
| 26    | Paul Coverdell             |                 | 3 stycznia 1993                                                                       | 18 lipca 2000     | Partia Republikańska                               | 35 | Wybrany w 1992 |
| 26    | Paul Coverdell             | 36              | 3 stycznia 1993                                                                       | 18 lipca 2000     | Partia Republikańska                               | Reelekcja w 1998 Zmarł w trakcie sprawowania urzędu w 2000                                                                      | |
| Wakat | Wakat                      | Wakat           | 18 lipca 2000                                                                         | 27 lipca 2000     |                                                    | 36 | |
| 27    | Zell Miller                |                 | 27 lipca 2000                                                                         | 3 stycznia 2005   | Partia Demokratyczna                               | 36 | Mianowany do kontynuowania kadencji w 2000 Wybrany do dokończenia kadencji w wyborach specjalnych w 2000 Nie starał się o reelekcję w 2004 |
| 28    | Johnny Isakson             |                 | 3 stycznia 2005                                                                       | 31 grudnia 2019   | Partia Republikańska                               | 37 | Wybrany w 2004 |
| 28    | Johnny Isakson             | 38              | 3 stycznia 2005                                                                       | 31 grudnia 2019   | Partia Republikańska                               | Reelekcja w 2010 | |
| 28    | Johnny Isakson             | 39              | 3 stycznia 2005                                                                       | 31 grudnia 2019   | Partia Republikańska                               | Reelekcja w 2016 Zrezygnował w trakcie trwania kadencji w 2019                                                                  | |
| Wakat | Wakat                      | Wakat           | 31 grudnia 2019                                                                       | 6 stycznia 2020   |                                                    | 39 | |
| 29    | Kelly Loeffler             |                 | 6 stycznia 2020                                                                       | 20 stycznia 2021  | Partia Republikańska                               | 39 | Mianowana do kontynuowania kadencji w 2019 Przegrała 2 turę wyborów specjalnych o dokończenie kadencji w 2021                              |
| 30    | Raphael Warnock            |                 | 20 stycznia 2021                                                                      | nadal             | Partia Demokratyczna                               | 39 | Wybrany do dokończenia kadencji w 2 turze wyborów specjalnych w 2021                                                                       |